# Zhang Wei (basquetebolista)
Zhang Wei (12 de fevereiro de 1986) é uma basquetebolista profissional chinesa.

## Carreira
Zhang Wei integrou a Seleção Chinesa de Basquetebol Feminino, em Pequim 2008 que terminou na quarta colocação. 

## Títulos
- Jogos Asiáticos: 2006 e 2010.